# Coupe de Luxembourg 2013-2014
La Coppa di Lussemburgo 2012-2013 è stata la 92ª edizione della coppa nazionale lussemburghese disputata tra il 1º settembre 2013 e il 24 maggio 2014 e conclusa con la vittoria del Differdange 03, al suo diciottesimo titolo.

## Formula
Alla coppa prendono parte le squadre delle prime cinque serie. I club della massima divisione entrano nella competizione a partire dai sedicesimi di finale. Tutti i turni si disputano in gare di sola andata.

## Primo turno
| Squadra 1                     | Risultato       | Squadra 2                       |
| ----------------------------- | --------------- | ------------------------------- |
| 1º settembre 2013             |                 |                                 |
| Daring Echternach             | 5 − 2           | Red Star Merl-Belair            |
| Jeunesse Useldange            | 2 − 2 (2-5 dcr) | Préizerdaul-Réiden              |
| Sporting Bertrange            | 6 − 0           | The Belval Belvaux              |
| Les Aiglons Dalheim           | 0 − 3           | Bettembourg                     |
| Sporting Beckerich            | 2 − 1 (dts)     | Rupensia Lusitanos - Larochette |
| Kischpelt Wilwerwiltz         | 2 − 5           | Schëffleng                      |
| Ehlerange                     | 2 − 0           | Clemency                        |
| Blo-Weiss Medernach           | 3 − 5 (dts)     | Noertzange HF                   |
| Olympia Christnach Waldbillig | 1 − 4           | Jeunesse Schieren               |
| Syra Mensdorf                 | 1 − 2 (dts)     | Hosingen                        |
| Heiderscheid/Eschdorf         | 0 − 4           | Folschette                      |
| Colmar-Berg                   | 1 − 3           | Jeunesse Biwer                  |
| Sporting Mertzig              | 3 − 0           | Red Black-Egalité               |
| Vinesca Ehnen                 | 3 − 2           | Racing Troisvierges             |
| Kopstal 33                    | 3 − 0           | Bourscheid                      |
| Munsbach                      | 4 − 3           | Tricolore Gasperich             |
| Jeunesse Gilsdorf             | 1 − 4           | Alisontia Steinsel              |

## Secondo turno
| Squadra 1            | Risultato       | Squadra 2            |
| -------------------- | --------------- | -------------------- |
| 14 settembre 2013    |                 |                      |
| Ell                  | 6 − 2           | Koerich/Simmern      |
| 15 settembre 2013    |                 |                      |
| Noertzange HF        | 1 − 3           | Bastendorf           |
| Alisontia Steinsel   | 7 − 1           | Claravallis Clervaux |
| Folschette           | 2 − 2 (3-5 dcr) | Rambrouch            |
| Sporting Bertrange   | 1 − 1 (6-5 dcr) | Red Boys Aspelt      |
| Minière Lasauvage    | 0 − 4           | Bettembourg          |
| Les Ardoisiers Perlé | 2 − 6           | Moutfort/Medingen    |
| Schengen             | 0 − 4           | Brouch               |
| Ehlerange            | 1 − 2           | Schëffleng           |
| Sporting Mertzig     | 14 − 0          | Kopstal 33           |
| Excelsior Grevels    | 0 − 4           | Jeunesse Schieren    |
| Schouweiler          | 6 − 2           | Reisdorf             |
| Sporting Beckerich   | 3 − 0           | Daring Echternach    |
| Préizerdaul-Réiden   | 2 − 3           | Luxembourg-Porto     |
| Jeunesse Biwer       | 2 − 1           | Vinesca Ehnen        |
| Hosingen             | 5 − 1           | Munsbach             |

## Terzo turno
| Squadra 1                  | Risultato       | Squadra 2           |
| -------------------------- | --------------- | ------------------- |
| 6 ottobre 2013             |                 |                     |
| Hosingen                   | 1 − 5           | Berdorf-Consdorf    |
| Steinfort                  | 1 − 0           | Union Remich/Bous   |
| Schouweiler                | 8 − 4           | Brouch              |
| Mamer 32                   | 1 − 3           | Atert Bissen        |
| Résidence Walferdange      | 3 − 1           | Luxembourg-Porto    |
| Schëffleng                 | 1 − 4           | CeBra               |
| Sanem                      | 3 − 2           | Young Boys Diekirch |
| Luna Obercorn              | 4 − 6 (dts)     | Orania Vianden      |
| Feulen                     | 3 − 3 (6-4 dcr) | Sporting Mertzig    |
| Moutfort/Medingen          | 0 − 2           | Esch                |
| Kehlen                     | 2 − 0           | Blo-Wäiss Izeg      |
| Union Mertert-Wasserbillig | 2 − 5           | Berdenia Berbourg   |
| Jeunesse Biwer             | 1 − 0           | Jeunesse Schieren   |
| Koeppchen Wormeldange      | 4 − 1           | Alisontia Steinsel  |
| Avenir Beggen              | 4 − 2           | Bastendorf          |
| Minerva Lëntgen            | 6 − 0           | Rambrouch           |
| Yellow Boys                | 0 − 2           | Oberkorn            |
| Wincrage                   | 1 − 3           | Sporting Bertrange  |
| Titus Lamadelaine          | 3 − 1           | Bettembourg         |
| Sporting Beckerich         | 0 − 5           | Green-Boys          |
| Boevange/Attert            | 2 − 5           | Lorentzweiler       |
| Ell                        | 0 − 5           | Mondercange         |

## Quarto turno
| Squadra 1             | Risultato       | Squadra 2             |
| --------------------- | --------------- | --------------------- |
| 26 ottobre 2013       |                 |                       |
| Mondercange           | 2 - 2 (5-6 dcr) | Minerva Lëntgen       |
| 27 ottobre 2013       |                 |                       |
| Victoria Rosport      | 6 − 2 (dts)     | Alliance Äischdall    |
| Jeunesse Junglinster  | 2 − 3           | Steinfort             |
| Oberkorn              | 0 − 1           | CeBra                 |
| Résidence Walferdange | 4 − 5 (dts)     | Jeunesse Biwer        |
| UNA Strassen          | 3 − 1           | Esch                  |
| Marisca Miersch       | 1 − 6           | Mondorf               |
| Muhlenbach            | 2 − 0           | Berdenia Berbourg     |
| Schouweiler           | 4 − 3           | Feulen                |
| Union 05 Kayl-Tétange | 3 − 0 (dts)     | Green-Boys            |
| Orania Vianden        | 0 − 1 (dts)     | Avenir Beggen         |
| Sanem                 | 2 − 6           | Erpeldange 72         |
| Pétange               | 3 − 1           | Koeppchen Wormeldange |
| Sporting Bertrange    | 1 − 3           | Atert Bissen          |
| Berdorf-Consdorf      | 2 − 4 (dts)     | Norden                |
| Kehlen                | 0 − 3           | Hostert               |
| Sandweiler            | 2 − 1           | Titus Lamadelaine     |
| Rodange               | 3 − 0           | Lorentzweiler         |

## Sedicesimi di finale
| Squadra 1             | Risultato       | Squadra 2          |
| --------------------- | --------------- | ------------------ |
| 29 novembre 2013      |                 |                    |
| CeBra                 | 2 − 4           | Etzella Ettelbruck |
| 30 novembre 2013      |                 |                    |
| Norden                | 0 − 4           | Differdange 03     |
| 1º dicembre 2013      |                 |                    |
| Jeunesse Biwer        | 0 − 2           | R.M. Hamm Benfica  |
| Muhlenbach            | 0 − 4           | RU Luxembourg      |
| Union 05 Kayl-Tétange | 1 - 1 (5-6 dcr) | Grevenmacher       |
| Mondorf               | 0 − 2           | Progrès Niedercorn |
| Victoria Rosport      | 2 - 2 (6-7 dcr) | Wiltz 71           |
| Avenir Beggen         | 1 - 1 (5-3 dcr) | Fola Esch          |
| Pétange               | 1 − 2           | Jeunesse Esch      |
| Atert Bissen          | 2 - 2 (6-7 dcr) | Jeunesse Canach    |
| Hostert               | 1 − 5           | Käerjeng 97        |
| UNA Strassen          | 5 − 1           | Swift Hesperange   |
| Erpeldange 72         | 1 − 3           | Rumelange          |
| Sandweiler            | 1 − 2           | Rodange            |
| Steinfort             | 1 − 0           | Minerva Lëntgen    |
| Schouweiler           | 0 − 7           | F91 Dudelange      |

## Ottavi di finale
| Squadra 1       | Risultato   | Squadra 2          |
| --------------- | ----------- | ------------------ |
| 7 dicembre 2013 |             |                    |
| Rodange         | 3 − 1       | Etzella Ettelbruck |
| 8 dicembre 2013 |             |                    |
| UNA Strassen    | 2 − 1       | R.M. Hamm Benfica  |
| Steinfort       | 0 − 3       | RU Luxembourg      |
| Avenir Beggen   | 1 − 6       | Grevenmacher       |
| Rumelange       | 0 − 3       | F91 Dudelange      |
| Jeunesse Esch   | 3 − 1       | Käerjeng 97        |
| Wiltz 71        | 1 − 2       | Progrès Niedercorn |
| Differdange 03  | 4 − 3 (dts) | Jeunesse Canach    |

## Quarti di finale
| Squadra 1      | Risultato   | Squadra 2          |
| -------------- | ----------- | ------------------ |
| 1º marzo 2014  |             |                    |
| Jeunesse Esch  | 5 − 0       | UNA Strassen       |
| Rodange        | 1 − 2       | F91 Dudelange      |
| Grevenmacher   | 3 - 4 (dts) | Progrès Niedercorn |
| Differdange 03 | 1 − 0       | RU Luxembourg      |

## Semifinali
| Squadra 1     | Risultato | Squadra 2          |
| ------------- | --------- | ------------------ |
| 7 maggio 2014 |           |                    |
| Jeunesse Esch | 0 − 2     | Differdange 03     |
| 8 maggio 2014 |           |                    |
| F91 Dudelange | 3 − 1     | Progrès Niedercorn |

## Finale
| Lussemburgo 23 maggio 2014, ore 19:30 UTC+1                | Differdange 03 | 2 – 0 referto | F91 Dudelange | Stadio Josy Barthel (2.900 spett.) |
| \| \| \| \| \| Luisi 45+2’ Franzoni 55’ \| Marcatori \| \| |                |               |               |                                    |
|                                                            |                |               |               |                                    |
| Luisi 45+2’ Franzoni 55’                                   | Marcatori      |               |               |                                    |